# Szpiegostwo gospodarcze
Uzasadnienie: Toższame pojęcia
Szpiegostwo przemysłowe (gospodarcze) - pozyskiwanie tajemnic handlowych firm, konkurentów biznesowych, przechwytywanie wykorzystywanych technologii produkcji, wzorów, formuł i procesów wytwórczych oraz zdobywanie badań i planów rozwoju produktów, a także planów ekspansji rynkowej.
Szpiegostwem gospodarczym jest również gromadzenie i analiza danych dotyczących polityki cenowej lub planowanych kampanii marketingowych. 

## Opis
Zdobywanie informacji odbywa się w sposób tajny, zakamuflowany i ukryty, poprzez kradzież tajemnic handlowych, przekupstwo i szantaż. Szpiegostwo przemysłowe jest najczęściej związane z branżami wysokich technologii, szczególnie z branżą komputerową i samochodową, w których znaczna ilość pieniędzy przeznaczana jest na badania i rozwój.
Dane poufne pozyskiwane są najczęściej od nielojalnych pracowników w wyniku spisku grupy pracowników np. techników mających dostęp do nowoczesnych technologii lub wysokiej klasy specjalistów opuszczających firmę.
Firma odkrywająca, że jej tajemnice zostały przejęte przez konkurenta podejmuje zazwyczaj kroki prawne, aby zapobiec kolejnym atakom. Zasądzone sankcje wobec nieuczciwych firm mogą zmusić do zaprzestania dalszego stosowania wiedzy zdobytej w niewłaściwy sposób. Mogą zostać zasądzone zwrot zysków, a także dotkliwe odszkodowania.
Do najważniejszych ustaw wyznaczających ramy funkcjonowania wywiadu gospodarczego jest ustawa z dnia 16 kwietnia 1993 r. o zwalczaniu nieuczciwej konkurencji.